# Nuova Unità (Lettonia)
Nuova Unità (in lettone: Jaunā Vienotība) è un’alleanza politica di ispirazione liberal-conservatrice fondata in Lettonia nel 2018.
Inizialmente formatasi come coalizione elettorale in vista delle elezioni parlamentari del 2018, si è decisamente affermata sul piano politico solo a partire dalle elezioni parlamentari del 2022, quando ha ottenuto 26 seggi su 100 presso la Saeima, il parlamento lettone.

## Composizione
Ad essa prendono parte una serie di distinti soggetti politici:
- Unità (operante a livello nazionale);
- Partito Latgale (operante a livello nazionale);
- Per la Municipalità di Kuldīga (operante a livello regionale);
- Per Valmiera e Vidzeme (operante a livello regionale);
- Partito Regionale Jēkabpils (operante a livello regionale);
- Indipendenti.

## Risultati elettorali
| Elezione          | Voti    | %     | Seggi    |
| ----------------- | ------- | ----- | -------- |
| Parlamentari 2018 | 301.424 | 31,22 | 8 / 100  |
| Europee 2019      | 204.979 | 46,56 | 2 / 8    |
| Parlamentari 2022 | 172.567 | 18,83 | 26 / 100 |
| Europee 2024      | 130.563 | 25,09 | 2 / 8    |